# USAAF Mustang
 (août 2015).
Si vous disposez d'ouvrages ou d'articles de référence ou si vous connaissez des sites web de qualité traitant du thème abordé ici, merci de compléter l'article en donnant les références utiles à sa vérifiabilité et en les liant à la section « Notes et références ».
USAAF Mustang (USAAFムスタング) est un jeu vidéo de type shoot them up développé par NMK et édité par UPL sorti en 1990 sur borne d'arcade. Il fut porté en 1991 sur Mega Drive par Taito sous le titre Fire Mustang (ファイアームスタング). Ce portage est sorti uniquement au Japon.